# 行政執行法人の労働関係に関する法律
行政執行法人の労働関係に関する法律（ぎょうせいしっこうほうじんのろうどうかんけいにかんするほうりつ、昭和23年12月20日法律第257号）は、行政執行法人（旧・特定独立行政法人）の職員による争議行為の禁止、職員による労働組合の結成および団体交渉に関する日本の法律である。
1948年（昭和23年）12月20日に公布された。

## 概要
「この法律は、行政執行法人の職員の労働条件に関する苦情又は紛争の友好的かつ平和的調整を図るように団体交渉の慣行と手続とを確立することによつて、行政執行法人の正常な運営を最大限に確保し、もつて公共の福祉を増進し、擁護すること」を目的とする（1条1項）。
また、関係者の責務として、「国家の経済と国民の福祉に対する行政執行法人の重要性に鑑み、この法律で定める手続に関与する関係者は、経済的紛争をできるだけ防止し、かつ、主張の不一致を友好的に調整するために、最大限の努力を尽くさなければならない。」（1条2項）と規定している。
行政執行法人の職員には「同盟罷業、怠業、その他業務の正常な運営を阻害する一切」の争議行為を禁じている（17条1項）。

## 経緯
1948年（昭和23年）に、翌年の発足が決まった2つの公共企業体（日本国有鉄道・日本専売公社）を対象に公共企業体労働関係法として制定された。
1952年（昭和27年）に、政府直営であった電信電話事業が日本電信電話公社として公共企業体となり、政府直営の5現業とともに対象に追加されたため、公共企業体等労働関係法に改題された。
1985年（昭和60年）に、電電公社・専売公社が、1987年（昭和62年）に国鉄が民営化されたことに伴い、1987年に国営企業労働関係法と改題された。
1999年（平成11年）に、独立行政法人通則法が施行したことに伴い、国営企業及び特定独立行政法人の労働関係に関する法律と改題された。
2002年（平成14年）に、政府直営であった郵政事業が日本郵政公社として公共企業体となり、対象に追加されたため、特定独立行政法人等の労働関係に関する法律に改題された。
2013年（平成25年）に、国有林野事業が一般会計事業化され、対象が特定独立行政法人のみとなったことに伴い、特定独立行政法人の労働関係に関する法律に改題された。
2015年（平成27年）4月に、独立行政法人通則法が改正され、特定独立行政法人が行政執行法人となったことに伴い、行政執行法人の労働関係に関する法律に改題された。

## 構成
- 第1章　総則（第1条―第3条）
- 第2章　労働組合（第4条―第7条）
- 第3章　団体交渉等（第8条―第16条）
- 第4章　争議行為（第17条―第19条）
- 第5章　削除
- 第6章　あつせん、調停及び仲裁（第25条―第35条）
- 第7章　雑則（第36条・第37条）